# Anita Bartolucci
Anita Bartolucci (Fano, 27 settembre 1949) è un'attrice e doppiatrice italiana.

## Biografia
Nata a Fano, si diploma all'Accademia nazionale d'arte drammatica "Silvio D'Amico" e intraprende la carriera di attrice cinematografica e teatrale, oltre a quella di doppiatrice.
Negli anni settanta si unisce per dieci anni alla compagnia teatrale di Giorgio De Lullo e Romolo Valli, dove si forma professionalmente. Altre esperienze teatrali con Luca Ronconi, Giuseppe Patroni Griffi, Massimo Castri, Giorgio Albertazzi, Maurizio Scaparro, Mario Missiroli, Andrea Camilleri, Pier Luigi Pizzi, Lluís Pasqual, Peter Stein e altri.
Nel 1974 vince il premio De Feo per Il malato immaginario. Vincitrice degli Olimpici del Teatro per Il benessere (2004) e per Edipo (2009).

## Filmografia

### Cinema
- Gradiva, regia di Giorgio Albertazzi (1970)
- Identikit, regia di Giuseppe Patroni Griffi (1974)
- Il messia, regia di Roberto Rossellini (1975)
- Vieni avanti cretino, regia di Luciano Salce (1982)
- Fatto su misura, regia di Francesco Laudadio (1985)
- Sposerò Simon Le Bon, regia di Carlo Cotti (1986)
- Dèmoni 2... L'incubo ritorna, regia di Lamberto Bava (1986)
- Strepitosamente... flop, regia di Pierfrancesco Campanella (1991)
- Perdiamoci di vista, regia di Carlo Verdone (1994)
- L'odore del sangue, regia di Mario Martone (2004)
- Le barzellette, regia di Carlo Vanzina (2004)

### Televisione
- Jekyll, regia di Giorgio Albertazzi – miniserie TV (1969)
- Topaze di Marcel Pagnol, regia di Giorgio Albertazzi, trasmesso il 1º gennaio 1971.
- Il commissario De Vincenzi – serie TV,  episodio Il mistero delle tre orchidee (1974)
- Così è (se vi pare) di Luigi Pirandello, regia di Giorgio De Lullo – teatro TV, trasmesso il 13 settembre 1974.
- Macbeth di William Shakespeare, regia di Franco Enriquez – teatro TV, trasmesso il 20 e 21 febbraio 1975.
- Ballo al Savoy, musica di Paul Abraham, regia di Gino Landi – teatro TV, trasmesso il 20 agosto 1977.
- Un paio di scarpe per tanti chilometri, regia di Alfredo Giannetti – miniserie TV (1981)
- Virgilio, duemila anni di poesia, regia di Giancarlo Pancaldi (settembre-ottobre 1982)
- L'indizio, regia di Andrea Camilleri, episodio Domenica di ferragosto, trasmesso il 29 ottobre 1982.
- Venise en hiver, regia di Jacques Doniol-Valcroze (Francia, 1982)
- Colui che non sta al gioco (L'incorruttibile) di Hugo von Hofmannsthal, regia di Giorgio Albertazzi – teatro TV, trasmesso il 1º luglio 1985.
- Il viaggio difficile, regia di Giorgio Pelloni, trasmesso il 21 e 22 maggio 1986.
- Il processo di Shamgorod di Elie Wiesel, regia di Roberto Guicciardini, trasmesso il 29 agosto 1986.
- Il cugino americano, regia di Giacomo Battiato – miniserie TV (1986)
- Così è se vi pare di Luigi Pirandello, regia di Massimo Castri – teatro TV, trasmesso il 21 ottobre 1991.
- Memorie di Adriano di Marguerite Yourcenar, regia di Maurizio Scaparro – film TV, trasmesso il 13 gennaio 1992.
- Avvocati – serie TV (1998)

## Teatro
- La governante di Vitaliano Brancati, regia di Giuseppe Patroni Griffi. Teatro Parioli di Roma, 22 gennaio 1970.
- Le bacchidi di Plauto, regia di Daniele D'Anza. Teatro Grande di Pompei, 8 luglio 1970.
- Yerma di Federico García Lorca, regia di Beppe Menegatti. Spoleto, 7 luglio 1971.
- Atti unici di Luigi Pirandello, regia di Roberto Albertazzi. Teatro Tordinona di Roma (maggio 1971)
- Il balcone di Jean Genet, regia di Antonio Calenda. Teatro Duse di Bologna, 3 novembre 1971.
- La signora di marzapane di Neil Simon, regia di Emilio Bruzzo. Teatro Eliseo di Roma, 28 dicembre 1971.
- Così è (se vi pare) di Luigi Pirandello, regia di Giorgio De Lullo. Teatro Valle di Roma, 17 marzo 1972.
- Medea di Euripide, regia di Franco Enriquez. Teatro greco di Siracusa, 1 giugno 1972.
- Antonio e Cleopatra di William Shakespeare, regia di Giancarlo Cobelli. Festival del teatro di Borgio Verezzi, 22 luglio 1972.
- Orestea di Eschilo, regia di Luca Ronconi. Spoleto, 1⁰ luglio 1973.
- Una partita a scacchi di Thomas Middleton, regia di Luca Ronconi. Teatro Studio Duse di Roma, 20 dicembre 1973.
- Il malato immaginario di Molière, regia di Giorgio De Lullo. Spoleto, 14 giugno 1974.
- Tutto per bene di Luigi Pirandello, regia di Giorgio De Lullo. Teatro Eliseo di Roma, 31 gennaio 1975.
- Rose Marie, musica di Rudolf Friml e Herbert Stothart, regia di Gino Landi, 10 luglio 1976.
- Ballo al Savoy, musica di Paul Abraham, regia di Gino Landi (luglio 1976)
- Il giuoco delle parti di Luigi Pirandello, regia di Giorgio De Lullo. Teatro Eliseo di Roma, 11 dicembre 1976.
- Il valzer dei cani di Leonid Andreev, regia di Giuseppe Patroni Griffi. Teatro Eliseo di Roma, 8 gennaio 1978.
- La dodicesima notte …o quel che volete di William Shakespeare, regia di Giorgio De Lullo. Teatro Eliseo di Roma, 16 marzo 1979.
- Tre sorelle di Anton Čechov, regia di Giorgio De Lullo. Teatro Parioli di Roma, 10 ottobre 1980.
- Anima nera di Giuseppe Patroni Griffi, regia di Giorgio De Lullo. Perugia, 26 marzo 1981.
- Il processo di Shamgorod di Elie Wiesel, regia di Roberto Guicciardini, 30 agosto 1983.
- Gl'innamorati di Carlo Goldoni, regia di Roberto Guicciardini. Teatro Comunale di Modena, 12 marzo 1984.
- La commedia della seduzione di Arthur Schnitzler, regia di Luca Ronconi. Teatro Teatro Metastasio di Prato, 7 marzo 1985.
- Medea di Seneca, regia di Franco Ricordi. Teatro Aut Aut di Roma, 7 marzo 1986.
- Tartufo di Molière, regia di Antonio Calenda. Teatro della Pergola di Firenze, 20 ottobre 1986.
- Mirra di Vittorio Alfieri, regia di Luca Ronconi. Teatro Carignano di Torino, 15 giugno 1988.
- Les Liaisons Dangereuses di Christopher Hampton, regia di Antonio Calenda. Teatro Eliseo di Roma, 4 ottobre 1988.
- Memorie di Adriano di Marguerite Yourcenar, regia di Maurizio Scaparro. Villa Adriana di Tivoli, 23 luglio 1989.
- Le serve di Jean Genet, regia di Massimo Castri. Teatro Storchi di Modena, 16 gennaio 1990.
- Trovarsi di Luigi Pirandello, regia di Giuseppe Patroni Griffi. Teatro Quirino di Roma, 28 gennaio 1992.
- Un marito di Italo Svevo, regia di Giuseppe Patroni Griffi. Teatro Nuovo di Milano, 16 novembre 1993.
- Vetri rotti di Arthur Miller, regia di Mario Missiroli. Arena del Sole di Bologna, 28 febbraio 1995.
- Riccardo III di William Shakespeare, regia di Antonio Calenda. Teatro romano di Verona, 25 luglio 1997.
- La messa della Misericordia di Pietro Mignosi, regia di Maria Luisa Bigai. Suoni di Versi, Catania, 25 agosto 1999.
- Antigone di Jean Anouilh, regia di Furio Bordon. Teatro Giovanni Verga di Catania (febbraio 2000)
- Elettra di Euripide, regia di Piero Maccarinelli. Teatro greco di Siracusa, 23 giugno 2000.
- Oreste di Euripide, regia di Piero Maccarinelli. Teatro greco di Siracusa, 24 giugno 2000.
- Biografia del figlio cambiato di Andrea Camilleri, regia di Maria Luisa Bigai. Piccolo Eliseo di Roma, 5 marzo 2001.
- Orestea di Eschilo, regia di Giuseppe Dipasquale. Teatro di Segesta, 10 luglio 2001.
- Pentesilea di Heinrich von Kleist, regia di Peter Stein. Teatro antico di Epidauro, 21 giugno 2002.
- Eumenidi di Eschilo, di Antonio Calenda. Teatro greco di Siracusa, 17 maggio 2003.
- Clitennestra di Marguerite Yourcenar, regia di Maria Luisa Bigai. Giardini dell’Acqua Paola di Roma, 19 luglio 2003.
- Il benessere di Franco Brusati, regia di Mauro Avogadro..Teatro Civico di Tortona, 15 novembre 2003.
- Il fucile da caccia, da Inoue Yasushi, regia di Piero Maccarinelli. Teatro Valle di Roma, 6 dicembre 2005.
- Salomè di Richard Strauss, regia di Giorgio Albertazzi. Teatro dell’Opera di Roma, 16 gennaio 2007.
- Una delle ultime sere di carnovale di Carlo Goldoni, regia di Pier Luigi Pizzi. Scuola Grande di San Giovanni Evangelista di Venezia, 12 febbraio 2007.
- La famiglia dell'antiquario di Carlo Goldoni, regia di Lluís Pasqual. Teatro Goldoni di Venezia, 18 luglio 2007.
- Lei. Cinque storie per Casanova, monologo di Maria Luisa Spaziani, regia di Luca De Fusco. Certosa di San Martino di Napoli, 13 giugno 2008.
- Edipo, da Sofocle, regia di Lluís Pasqual. Teatro Olimpico di Vicenza, 25 settembre 2008.
- Peccato che sia una sgualdrina di John Ford, regia di Luca De Fusco. Teatro Goldoni di Venezia, 5 novembre 2008.
- L'impresario delle Smirne di Carlo Goldoni, regia di Luca De Fusco. Teatro Malibran di Venezia, 25 febbraio 2009.
- Vestire gli ignudi di Luigi Pirandello, regia di Luca De Fusco. Arena del Sole di Bologna, 22 marzo 2010.
- In memoria di una signora amica di Giuseppe Patroni Griffi, con Luca De Fusco. Piccolo Eliseo di Roma, 14 marzo 2011.
- Il sistema di Ponzi di David Lescot, regia di Piero Maccarinelli. Piccolo Eliseo di Roma, 13 febbraio 2012.
- Antigone di Valeria Parrella, regia di Luca De Fusco. Teatro Mercadante di Napoli, 25 settembre 2012.
- Carlos Kleiber, il titano insicuro di Valerio Cappelli e Mario Sesti, regia, scene e costumi di Pier Luigi Pizzi. Spoleto, 12 luglio 2013.
- Ti ho sposato per allegria di Natalia Ginzburg, regia di Piero Maccarinelli. Teatro Coccia di Novara, 14 dicembre 2013.
- Un gabbiano, da Anton Čechov, regia di Gianluca Merolli. Teatro Sannazaro di Napoli, 19 giugno 2014.
- Sarto per signora di Georges Feydeau, regia di Valerio Binasco. Teatro Garibaldi di Firenze, 6 febbraio 2015.
- Il borghese gentiluomo di Molière, regia di Armando Pugliese. Teatro Garibaldi di Figline Valdarno, 14 gennaio 2017.
- Salomè di Oscar Wilde, regia di Luca De Fusco. Teatro Grande di Pompei, 21 giugno 2018.

## Radio
- Tutto per bene di Luigi Pirandello, regia di Giorgio De Lullo, 20 aprile 1975.
- Tra marito e moglie di Alexander Fedro, regia di Sandro Sequi, 17 luglio 1977.
- Le ragazze bruciate verdi di Gian Paolo Callegari, regia di Enrico Colosimo, 8 maggio 1993.
- Trovarsi di Luigi Pirandello, regia di Giuseppe Patroni Griffi, 15 maggio 1993.

## Doppiaggio

### Film
- Frances Conroy in Il prescelto
- Ann Miller in Mulholland Drive
- Rena Owen in Star Wars: Episodio II - L'attacco dei cloni
- Évelyne Dandry in Sitcom - La famiglia è simpatica

### Televisione
- Marsha Fitzalan in Rosamunde Pilcher - Solstizio d'inverno
- Siobhan Finneran in Downton Abbey
- Beth Grant in Jericho
- Rosemary Dunsmore in Anna dai capelli rossi
- Dilia Waikaran in Selva Maria

### Film d'animazione
- Bianca in Bianca e Bernie nella terra dei canguri
- Regina Anna in Pocahontas II - Viaggio nel nuovo mondo

### Cartoni animati
- Era (1^ voce) in C'era una volta... Pollon
- Principessa Flora in I fantastici viaggi di Fiorellino
- Kitty in Hello Sandybell (1ª ediz.)

## Riconoscimenti
- Premio E.T.I. Gli Olimpici del Teatro
  - 2005 – Miglior attrice non protagonista per Il benessere
  - 2009 – Miglior attrice non protagonista per Edipo